# Rapicactus mandragora
Rapicactus mandragora ist eine Pflanzenart in der Gattung Turbinicarpus aus der Familie der Kakteengewächse (Cactaceae). Das Artepitheton mandragora stammt aus dem Lateinischen, bedeutet ‚Alraune‘ und verweist auf die Ähnlichkeit der Wurzelknollen beider Arten.

## Beschreibung
Rapicactus mandragora wächst meist einzeln mit graugrünen, mehr oder weniger kugelförmigen bis verlängerten Körpern und hat knollige bis rübig verdickte Wurzeln, die aus einer oft langen, halsartigen oder stielförmigen Basis gebildet werden. Die Körper erreichen Wuchshöhen von 3 bis 5 Zentimetern und Durchmesser von 4 bis 6 Zentimetern. Ihre Höcker sind konisch. Die 1 bis 2 geraden, abstehenden, weißlichen Mitteldornen werden im Alter dunkler und sind 18 bis 22 Millimeter lang. Die 8 bis 14 ausstrahlenden, geraden, weißen Randdornen sind zwischen 8 und 15 Millimeter lang.
Die Blüten sind weiß mit einem rötlichen Mittelstreifen oder gelb. Sie sind 2 Zentimeter lang und weisen Durchmesser von 2,5 Zentimetern auf. Die kugelförmigen Früchte sind rötlich grün.

## Systematik, Verbreitung und Gefährdung
Rapicactus mandragora ist im mexikanischen Bundesstaat Coahuila verbreitet.
Die Erstbeschreibung als Echinocactus mandragora erfolgte 1929 durch Alwin Berger. Franz Buxbaum und Hans Oehme stellten die Art 1942 in die Gattung Rapicactus. Weitere nomenklatorische Synonyme sind Turbinicarpus mandragora (Frič ex A.Berger) A.D.Zimmerman (1991), Thelocactus mandragora A.Berger (1929), Gymnocactus mandragora (Frič ex A.Berger) Backeb. (1961), Neolloydia mandragora (Frič ex A.Berger) E.F.Anderson (1986), Pediocactus mandragora (Frič ex A.Berger) Halda (1998) und Lodia mandragora (Frič ex A.Berger) Mosco & Zanov. (2000).
Es werden folgende Unterarten unterschieden:
- - Rapicactus mandragora subsp. mandragora
  - Rapicactus mandragora subsp. pailanus (Halda & Panar.) Lüthy

Rapicactus mandragora wird in Anhang I des Washingtoner Artenschutz-Übereinkommen geführt. In der Roten Liste gefährdeter Arten der IUCN ist sie als „Critically Endangered (CR)“, d. h. als vom Aussterben bedroht eingestuft.

## Nachweise